# Mesochorus rubidus
Mesochorus rubidus är en stekelart som beskrevs av Dasch 1974. Mesochorus rubidus ingår i släktet Mesochorus och familjen brokparasitsteklar. Inga underarter finns listade i Catalogue of Life.